# Чемпіонат світу з трекових велоперегонів 1984
Чемпіонат світу з трекових велоперегонів 1984 проходив з 28 по 31 серпня 1984 року в Барселоні, Іспанія. У зв'язку з проведенням літніх Олімпійських ігор в Лос-Анджелесі змагання серед аматорів на чемпіонаті не проводились, окрім гонки за лідером та спринті на тандемах серед чоловіків та перегонів серед жінок. Усього на чемпіонаті розіграли 9 комплектів нагород — 7 у чоловіків та 2 у жінок.

## Медалісти

### Чоловіки
Професіонали
| Дисципліна                         | Золото             | Срібло         | Бронза             |
| Спринт                             | Накано Коїчі       | Оттавіо Даззан | Яве Каар           |
| Індивідуальна гонка переслідування | Ханс-Хенрік Ерстед | Ентоні Дойл    | Жан-Люк Ванденбрук |
| Кейрін                             | Роберт Ділл-Бунді  | Оттавіо Даззан | Урс Фройлер        |
| Гонка за очками                    | Урс Фройлер        | Гаррі Саттон   | Генрі Рінклін      |
| Гонка за лідером                   | Хорст Шютц         | Макс Хюрцелер  | Констант Турне     |

Аматори
| Дисципліна         | Золото                           | Срібло                          | Бронза                               |
| Спринт на тандемах | ФРН Френк Вебер Ханс-Юрген Ґріль | Франція Філіп Верне Франк Депін | Італія Вінченцо Чеччі Ґабріеле Селла |
| Гонка за лідером   | Ян де Нейс                       | Роберто Дотті                   | Ральф Стамбула                       |

### Жінки
| Дисципліна                         | Золото           | Срібло        | Бронза             |
| Спринт                             | Конні Параскевін | Еріка Салумяе | Чжоу Суїн          |
| Індивідуальна гонка переслідування | Ребекка Твіґ     | Жанні Лонго   | Розелла Гальб'ятті |

## Загальний медальний залік
| Місце  | Країна          | Золото | Срібло | Бронза | Загалом |
| ------ | --------------- | ------ | ------ | ------ | ------- |
| 1      | Швейцарія       | 2      | 1      | 1      | 4       |
| 2      | ФРН             | 2      |        | 2      | 4       |
| 3      | США             | 2      |        |        | 2       |
| 4      | Швейцарія       | 1      |        |        | 1       |
| 4      | Японія          | 1      |        |        | 1       |
| 4      | Данія           | 1      |        |        | 1       |
| 7      | Італія          |        | 3      | 2      | 5       |
| 8      | Франція         |        | 2      | 1      | 3       |
| 9      | Велика Британія |        | 1      |        | 1       |
| 9      | СРСР            |        | 1      |        | 1       |
| 9      | Австралія       |        | 1      |        | 1       |
| 12     | Бельгія         |        |        | 2      | 2       |
| 13     | КНР             |        |        | 1      | 1       |
| Всього | Всього          | 9      | 9      | 9      | 27      |